# Otto Schnelle
Otto Schnelle (* 20. Juni 1929), ein ehemaliger deutscher Fußballspieler, der von 1950 bis 1954 in der DDR-Oberliga, der höchsten Liga im DDR-Fußball, aktiv war.

## Sportliche Laufbahn
Zur Fußballsaison 1949/50 rief der ostdeutsche Sportausschuss eine neue Fußball-Liga ins Leben, die als höchste Fußballklasse der Sowjetischen Besatzungszone deren Fußballmeister ermitteln sollte. Ausgewählt wurden für die DS-Liga die jeweils bestplatzierten Mannschaften der ostdeutschen Landesklassen sowie der aktuelle Pokalsieger, die Betriebssportgemeinschaft (BSG) Waggonbau Dessau. Die Dessauer beendeten die Saison als Dritter, beteiligt war daran auch der 21-jährige Otto Schnelle. Er bestritt allerdings nur ein Ligaspiel, das er am letzten Spieltag absolvierte.
Die Saison 1950/51 startete mit zahlreichen Umbenennungen, so hieß die DS-Liga nun DDR-Oberliga, und die Dessauer traten als BSG Motor an. Schnelle gehörte nun offiziell zum Mannschaftskader und wurde von Beginn an als linker Verteidiger eingesetzt. Nachdem er in der Hinrunde regelmäßig gespielt hatte, musste er danach mehrfach pausieren, sodass er von den 34 ausgetragenen Punktspielen nur 22 Begegnungen absolvieren konnte. Es war aber auch die einzige Spielzeit, in der er als Torschütze auftrat. Er traf dreimal. In der Saison 1951/52 fiel Schnelle gänzlich aus der Stammelf heraus, denn er spielte in der über 36 Runden laufenden Spielzeit nur elfmal, wobei er immer wieder mehrwöchige Pausen einlegen musste. 1952/53 wurde er nicht in der Oberliga eingesetzt, er kehrte erst wieder am 4. Spieltag der Saison 1953/54 ins Oberligateam zurück. Unter dem neuen Trainer Walter Fritzsch wurde er nun ins Mittelfeld umgesetzt, wo er bis zum Saisonende die restlichen 25 Oberligaspiele bestritt. Am Saisonende stand die BSG Motor als Absteiger in die DDR-Liga fest.
Otto Schnelle wechselte zum DDR-Liga-Aufsteiger Chemie Greppin, wo er auf seinen früheren Mitspieler Walter Elze als Trainer traf. Dort bestritt er in der Saison 1954/55 nur zwei Ligaspiele. 1956 (Kalenderjahrsaison) kehrte Schnelle wieder zur BSG Motor Dessau zurück, die nach wie vor in der DDR-Liga spielte. Er kam dort ebenfalls nur in zwei Ligaspielen zum Einsatz, ebenso in der Spielzeit 1957. Nach dieser Saison stieg Motor Dessau erneut ab und spielte danach drei Spielzeiten in der drittklassigen II. DDR-Liga. Als die BSG 1961 in die I. DDR-Liga zurückkehrte, gehörte Schnelle nicht mehr zum Kader.